# 하와이안 항공의 운항 노선
하와이안 항공은 다음과 같은 노선을 운항하고 있다.(2014년 3월 기준)

## 운항 노선

### 아시아

#### 동아시아
- 대한민국
  - 서울 - 인천국제공항
- 일본
  - 도쿄 - 하네다 국제공항
  - 도쿄 - 나리타 국제공항
  - 삿포로 - 신치토세 공항[2]
  - 오사카 - 간사이 국제공항[3]
  - 후쿠오카 - 후쿠오카 국제공항

### 아메리카

#### 북아메리카
- 미국'
  - 네바다주 
    - 라스베가스 - 매캐런 국제공항

  - 뉴욕주 
    - 뉴욕 - 존 F. 케네디 국제공항

  - 매사추세츠주 
    - 보스턴 - 보스턴 로건 국제공항 - (2019년 4월 4일 신규취항)

  - 애리조나주 
    - 피닉스 - 피닉스 스카이하버 국제공항

  - 워싱턴주 
    - 시애틀 - 시애틀 타코마 국제공항

  - 오리건주 
    - 포틀랜드 - 포틀랜드 국제공항

  - 캘리포니아주 
    - 로스앤젤레스 - 로스앤젤레스 국제공항
    - 산호세 - 산호세 국제공항
    - 새크라멘토 - 새크라멘토 국제공항
    - 샌디에이고 - 샌디에이고 국제공항
    - 샌프란시스코 - 샌프란시스코 국제공항
    - 오클랜드 - 오클랜드 국제공항[4]

  - 하와이주 
    - 호놀룰루 - 호놀룰루 국제공항 허브
    - 코나 - 코나 국제공항
    - 힐로 - 힐로 국제공항
    - 리후에 - 리후에 공항
    - 카홀루이 - 카홀루이 공항 허브

### 오세아니아

#### 오스트랄라시아
- 뉴질랜드
  - 오클랜드 - 오클랜드 국제공항
- 오스트레일리아
  - 시드니 - 시드니 킹스포드 스미스 국제공항
  - 브리즈번 - 브리즈번 공항[5]

#### 폴리네시아
- 아메리칸사모아
  - 팡오팡오 - 팡오팡오 국제공항
- 프랑스령 폴리네시아
  - 파페에테 - 파 국제공항

## 단항 노선

### 아시아

#### 동아시아
- 중화인민공화국
  - 베이징 - 베이징 서우두 국제공항[6]
- 일본
  - 센다이 - 센다이 공항[7]
  - 후쿠오카 - 후쿠오카 공항[8][9]

#### 동남아시아
- 필리핀
  - 마닐라 - 니노이 아키노 국제공항[10]

### 아메리카

#### 북아메리카
- 미국'
  - 알래스카주 
    - 앵커리지 - 테드 스티븐스 앵커리지 국제공항

  - 캘리포니아주
    - 온타리오 - 온타리오 국제공항
    - 프레즈노 - 프레즈노 요우세미티 국제공항[11]

  - 하와이주 
    - 라나이 - 라나이 공항
    - 카팔루아 - 카팔루아 공항
    - 호올레하 - 몰로카이 공항

### 오세아니아

#### 미크로네시아
- 괌
  - 괌 - 앤토니오 B. 원 팻 국제공항[12]

#### 폴리네시아
- 사모아
  - 아피아 - 팔레오로 국제공항
- 쿡 제도
  - 라로통가 - 라로통가 국제공항
- 통가
  - 누쿠알로파 - 푸아모투 국제공항[13]